# Маунтбеттен, Александр, 1-й маркиз Карисбрук
Александр Маунтбеттен, до 1917 года Александр Баттенбергский (англ. Alexander Mountbatten; 23 ноября 1886, Виндзорский замок, Беркшир, Великобритания — 23 февраля 1960, Кенсингтонский дворец, Лондон, Великобритания) — британский аристократ, внук королевы Виктории. 1-й маркиз Карисбрук, 1-й граф Беркхэмпстед и 1-й виконт Лонсестон с 1917 года, кавалер ордена Бани.

## Биография
Александр Баттенбергский принадлежал к побочной ветви Гессенской династии. Его отец, Генрих Баттенберг, родился от морганатического брака принца Александра Гессен-Дармштадтского и Юлии Гауке. Матерью Александра была принцесса Беатриса, младшая дочь королевы Виктории. Соответственно Александр считался членом британского королевского дома, и его титуловали «Королевское Высочество принц Александр Баттенбергский».
Принц родился 23 ноября 1886 года в Виндзорском замке. Он учился в колледже Веллингтона в Беркшире, в 1902—1908 годах служил на британском флоте, с 1911 года — в гренадерской гвардии. В 1913 году получил чин лейтенанта, во время Первой мировой войны сражался на континенте и несколько раз упоминался в депешах как отличившийся, в 1915 году был повышен до звания капитана. В 1917 году вместе с другими членами британского королевского дома Александр Баттенбергский отказался от немецкой фамилии и принял новую — Маунтбеттен (буквальный перевод старой на английский). 7 ноября того же года король Георг V (двоюродный брат Александра) пожаловал ему титулы маркиза Карисбрука, графа Беркхэмпстеда и виконта Лонсестона.
За участие в Первой мировой войне маркиз был награждён орденом Нила, орденами Франции, Бельгии и России. В 1927 году он стал кавалером Большого креста ордена Бани.

## Семья
19 июля 1917 года Александр Маунтбеттен женился на Ирен Фрэнсис Адзе Денисон, дочери Уильяма Денисона, 2-го графа Лондсборо, и Грейс Фейн. В этом браке родилась дочь Айрис (1920—1982), которая трижды была замужем: за капитаном Гамильтоном О’Мэлли, за Майклом Брайаном и за Уильямом Кемпом. После смерти маркиза все его титулы вернулись короне.